# Marlise Nicolaysen
Marlise Nicolaysen (Rendsburg, 1909. november 19. – 1991. május 27.) német háziasszony, politikus és a hamburgi parlament tagja volt az FDP színeiben.

## Élete
Marlise Nicolaysen 1928-ban tanárként végzett. 1933-ban  Potsdamban kereskedelmi pedagógus volt.  A kézműves tárgyak, a rajzolás és a szabás témaköre foglalkoztatta.  1938-ban tanított egy ideig a hamburgi Blankenese középiskolában.
Nicolaysen házas volt és két gyermeke volt. A háború után a szociális és ifjúsági szférák különböző szervezeteiben vett részt, Schöffin és Blankenese önkéntes jóléti elnökének választották. Érdeklődése a női politikában kísértette őt a különböző női egyesületek tagjaként.
1946-ban Nicolaysen csatlakozott az FDP-hez. 1946-tól 1961-ig a pártja társadalombiztosítási osztályának helyettese volt, később több hatóság adminisztratív bizottságának tagja volt. Az FDP nemzeti női csoportjának elnöki tisztségében az FDP állami végrehajtó bizottságához és a hamburgi női szervezet munkacsoportjának igazgatójához tartozott.
1966-ban a hamburgi parlamentben 1970-ig helyettese lett. Munkája a fogyasztói kérdésekre és a női politikára összpontosított.

## Fordítás
Ez a szócikk részben vagy egészben  a   Marlise Nicolaysen című német Wikipédia-szócikk ezen változatának fordításán alapul.  Az eredeti cikk szerkesztőit annak laptörténete sorolja fel. Ez a jelzés csupán a megfogalmazás eredetét és a szerzői jogokat jelzi, nem szolgál a cikkben szereplő információk forrásmegjelöléseként.